# 埃里庫布環礁
埃里庫布環礁是太平洋由6個島嶼組成的環礁，屬於拉塔克礁鏈的一部分，位於沃特傑環礁以南，總土地面積1.53平方公里，中央的潟湖面積230平方公里。

## 外部連結
- Entry at Oceandots.com（页面存档备份，存于）